# Józef Maliszewski
Józef Maliszewski (ur. 29 czerwca 1892 w Łomży, zm. 9 marca 1972 w Zakopanem) – polski aktor teatralny i filmowy.

## Życiorys
Urodził się w rodzinie Stanisława i Wandy z Supińskich. W 1914 uczęszczał do Klasy Dramatycznej przy WTM. Na początku kariery teatralnej występował w Teatrze Polskim w Wilnie, następnie w łódzkim Teatrze Polskim (1918–1919), a później na scenach warszawskich: w latach 1919–1921 w Teatrze Rozmaitości i w Reducie, w latach 1921–1923 w Teatrze im. Wojciecha Bogusławskiego, w latach 1923–1932 w Teatrze Polskim i Małym (jesienią 1931 także w Teatrze na Chłodnej), w latach 1932–1934 w Teatrze Ateneum, w sezonach 1934/35 i 1937/38 w Teatrze Kameralnym, w latach 1935–1937 ponownie w Teatrze Polskim i Małym. W 1938 uczestniczył w objeździe Reduty, m.in. w Cieszynie, Radomiu, Lwowie, Krzemieńcu, Łucku, Lublinie. W sezonie 1938/39 występował w Teatrze Wołyńskim im. Juliusza Słowackiego w Łucku i objazdach. We wrześniu i październiku 1939 występował w Teatrze Lubelskim im. Juliusza Słowackiego. Od 1928 występował w filmach. W latach 1937–1939 brał udział także w słuchowiskach Polskiego Radia.
Podczas okupacji niemieckiej przebywał w Warszawie, gdzie pracował w restauracji „Znachor” (1940–1942), a następnie w telefonach miejskich (1943–1944).
Pod koniec wojny, w sezonie 1944/45 należał do zespołu Teatru Wojska Polskiego w Lublinie, a po zakończeniu wojny z siedzibą w Łodzi (1945–1949). Od 1949 do1971 był aktorem Teatru Polskiego w Warszawie. Występował także w wielu słuchowiskach Teatru Polskiego Radia (1949–1972) i spektaklach Teatru Telewizji (1956–1971).
Od 1963 był członkiem zasłużonym Stowarzyszenia Polskich Artystów Teatru i Filmu w ZASP.
Był mężem pianistki Anny Danuty z Mioduszewskich (1907–1971).
Zmarł 9 marca 1972 w Zakopanem podczas realizacji czechosłowackiego serialu telewizyjnego Łuk tęczy. Pochowany 14 marca 1972 na cmentarzu Bródnowskim w Warszawie (kwatera 69F-5-11).

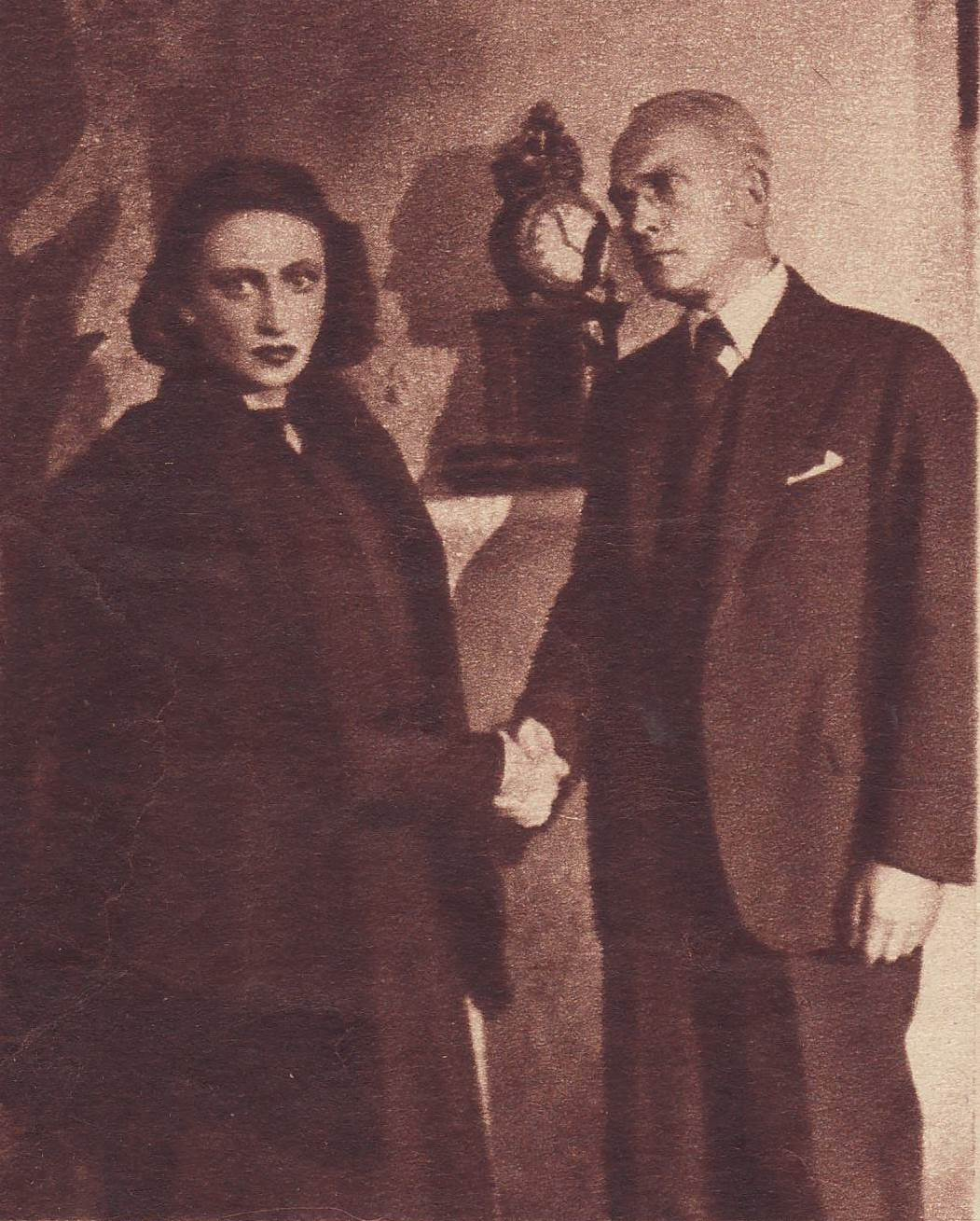
Halina Kossobudzka i Józef Maliszewski w sztuce Wielkanoc Stefana Otwinowskiego w Teatrze Wojska Polskiego w Łodzi (1946).

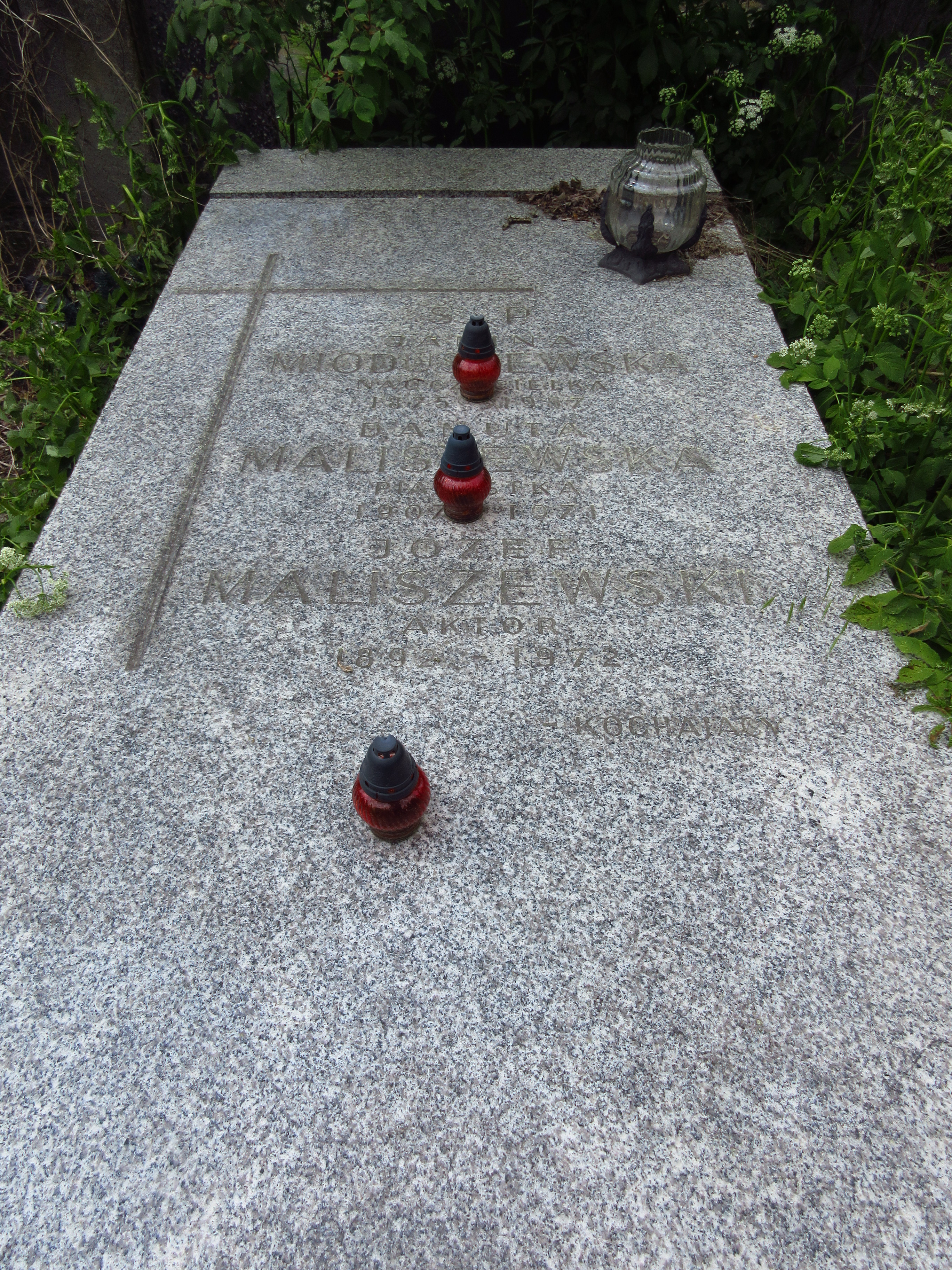
Grób Józefa Maliszewskiego na cmentarzu Bródnowskim

## Filmografia
- 1928 – Pan Tadeusz jako kapitan Rykow
- 1928 – Kropka nad i jako reżyser
- 1928 – Tajemnica starego rodu jako Jan, książę Zamiłło
- 1929 – Grzeszna miłość jako kapitan Roman Goślicki, mąż Moniki
- 1931 – Dziesięciu z Pawiaka jako skazaniec
- 1932 – Rok 1914 jako Andrzej, brat Hanki
- 1936 – Barbara Radziwiłłówna jako prymas Dzierzgowski
- 1937 – Ty, co w Ostrej świecisz Bramie jako ksiądz
- 1937 – Znachor jako obrońca na procesie Antoniego Kosiby
- 1937 – Płomienne serca jako kapelan wojskowy
- 1938 – Gehenna jako ksiądz
- 1938 – Ostatnia brygada jako doktor
- 1946 – Zakazane piosenki jako kierownik atelier filmowego
- 1960 – Historia współczesna jako ojciec Henryka
- 1965 – Wojna domowa (serial tv)
- 1971 – Agent nr 1 jako ksiądz Daleze
- 1972 – Łuk tęczy czes. Duchovy luk (serial tv) jako Janusz

## Teatr TV
- 1956 – Kłamstwo polityczne jako Jorge de Reis
- 1959 – Dziady
- 1959 – Niebo może poczekać
- 1959 – Płomienie
- 1959 – Zawisza Czarny jako Dziad
- 1960 – Nowy Don Kiszot jako Kasztelan
- 1961 – Noc tysiączna druga jako Doktor
- 1963 – Kordian jako Starzec
- 1963 – Na łaskawym chlebie jako Jegor
- 1964 – Dr Jekyll i Mr Hyde jako Poole
- 1964 – Dudek jako Jerome
- 1964 – Mąż i żona jako Kamerdyner
- 1965 – Dni Turbinych jako Kamerdyner
- 1965 – Nie ma Albertyny
- 1965 – Pierścień Wielkiej Damy jako Stary sługa
- 1965 – W poszukiwaniu straconego czasu
- 1966 – Miarka za miarkę
- 1966 – Vivat wszystkie stany
- 1968 – Asmodeusz jako Firmin
- 1968 – Elektra jako Starzec
- 1968 – Późna rozmowa jako Stary aktor
- 1968 – Wieczór poza domem jako Stary człowiek
- 1971 – Pan Tadeusz jako Szlachcic

## Ordery i odznaczenia
- Złoty Krzyż Zasługi (13 listopada 1953[3], 11 lipca 1955[4])
- Medal 10-lecia Polski Ludowej (19 stycznia 1955)[5]